# Tissues
Tissues è un singolo del cantante britannico Yungblud, pubblicato il 30 agosto 2022 come quarto estratto dal suo settimo album in studio Yungblud. Il brano vede la partecipazione della cantante francese Louane.

## Video musicale
Il video musicale del brano girato a Londra, diretto da Charlie Sarsfield è stato pubblicato il 2 settembre 2022.

## Tracce
1. Tissues (feat. Louane) – 3:35